# 茵蔯蒿蚜
茵蔯蒿蚜（学名：Micraphis artimisiae）为常蚜科蒿蚜屬下的一个种。